# Михайловка (Володарский район)
Михайловка (укр. Михайлівка) — село, входит в Володарский район Киевской области Украины.
Население по переписи 2001 года составляло 149 человек. Почтовый индекс — 09321. Телефонный код — 4569. Занимает площадь 1,016 км². Код КОАТУУ — 3221684002.

## Местный совет
09321, Київська обл., Володарський р-н, с.Логвин, вул.Шевченка,1